# Maoricrater explorata
Maoricrater explorata is een slakkensoort uit de familie van de Lepetidae. De wetenschappelijke naam van de soort is voor het eerst geldig gepubliceerd in 1953 door Dell.